# Thalassodrilus prostratus
Thalassodrilus prostratus är en ringmaskart som först beskrevs av Knoellner 1935.  Thalassodrilus prostratus ingår i släktet Thalassodrilus och familjen glattmaskar. Inga underarter finns listade i Catalogue of Life.